# Mariekiks
Mariekiks er en rund kiks med lys, gyldenbrun overflade. Kiksens navn er som regel præget ind på oversiden og kanterne er dekoreret med en bort. Kiksen består af hvedemel, sukker og vegetabilsk olie og har smag af vanilje. Den er populær i særligt Australien, Canada, Danmark, Norge, Sverige, Finland, Portugal, Spanien, Ukraine, Rusland, Mexico, Costa Rica, Dominikanske Republik, Venezuela, Brasilien, Uruguay, Mauritius, Japan, Nepal, Indien, Pakistan, Malaysia, Philippinerne, Indonesien, Sri Lanka, Sydafrika, Zimbabwe, Panama og Egypten. Den har en neutral smag og serveres ofte til børn, og kan spises som den er, med pålæg, dyppes i te, kaffe eller varm chokolade.
Marie er betegnelsen på denne type kiks, uanset fabrikat, og alle kiksproducenter kan bruge dette navn.

## Historie
Mariekiks er opkaldt efter storhertuginde Maria Alexandrovna, som var datter af Alexander 2. af Rusland og gift med hertug Alfred, den næstældste søn af Englands dronning Victoria. Hun var så populær at London-bageriet Peek Frean bestemte sig for at lave en ny kiks for at fejre, at hun giftede sig ind i den britiske kongefamilie i 1874. Den kongelige forbindelse forklarer mariekiksens dekorative mønster på oversiden. Kiksen blev en stor succes og kort tid efter blev den produceret i flere andre lande. I Spanien blev mariekiks (eller María, som den hedder der) en del af landets kultur og et symbol for den økonomiske opgang efter Den spanske borgerkrig, da bagerierne masseproducerede kiksen pga. overskud og lave priser på hvede. Da blev kiksen produceret med et billede af Jomfru Maria på forsiden, som senere blev fjernet efter protester fra den katolske kirke, og alle cafeer havde en tallerken med mariekiks på disken.

## Producenter
Større internationale producenter af mariekiks (sorteret efter landets navn)
| Lande/område  | Producent                                   | Mærke                                                                 |
| ------------- | ------------------------------------------- | --------------------------------------------------------------------- |
| Argentina     | Arcor                                       | Maná                                                                  |
| Argentina     | Arcor                                       | Vocación                                                              |
| Australien    | Arnott's Biscuits Holdings                  | Marie                                                                 |
| Hviderusland  | Slodych, confectionery factory              | Marierta                                                              |
| Hviderusland  | Confectionary Factory Spartak               |                                                                       |
| Brasilien     | Grupo Mabel                                 | Maria                                                                 |
| Canada        | President's Choice                          | Maria                                                                 |
| Costa Rica    | Riviana Pozuelo                             | Maria                                                                 |
| Danmark       | Bisca                                       | Mariekiks                                                             |
| Danmark       | Karen Volf                                  | Mariekiks                                                             |
| Ecuador       | Nestlé Ecuador S.A.                         | María                                                                 |
| Egypten       | Biscomisr                                   | Marie                                                                 |
| England       | Crawford's                                  | Marie                                                                 |
| England       | McVitie's                                   | Marie                                                                 |
| Finland       | Kantolan (lavet i Sverige af Chips AB)      | Kulta Marie                                                           |
| Tyskland      | Patisserie Gunz                             | Maria                                                                 |
| Hong Kong     | The Garden Company Limited                  | Marie Biscuits                                                        |
| Indien        | Disha Foods                                 | Treff                                                                 |
| Indien        | Bonn Food industries                        | Mariebon                                                              |
| Indien        | Britannia Industries                        | Marie Gold, Vita Marie                                                |
| Indien        | Parle Products                              | Marie                                                                 |
| Indien        | ITC Limited                                 | Marie Light                                                           |
| Indonesien    | CV Jaya Abadi                               | Marie Regal Biscuits                                                  |
| Indonesien    | Mayora                                      |                                                                       |
| Irland        | Jacob's                                     | Marietta                                                              |
| Japan         | Morinaga & Company                          | MARIE                                                                 |
| Jordan        | Universal Industries Co. Ltd. Zalloum Group | Marie or ماري                                                         |
| Kenya         | Manji Food Industries Ltd.                  | Marie                                                                 |
| Kuwait        | Kuwait Flour Mills & Bakeries Co.           | Marie ماري                                                            |
| Libyen        | Muhab Food Co. Benghazi                     | Hala Biscuit - Marie Biscuits - Petit-Beurre                          |
| Libanon       | Ghandour Food                               |                                                                       |
| Malaysia      | Hup Seng Perusahaan Makanan (M) Sdn Bhd     | Ping Pong Marie                                                       |
| Malaysia      | Hwa Tai Industries Bhd                      | Hwa Tai Marie                                                         |
| Malaysia      | Munchy Food Industries Sdn Bhd              | Munchy's Marie                                                        |
| Mexico        | Gamesa                                      | Marias                                                                |
| Norge         | NorgesGruppen                               | First Price                                                           |
| Norge         | Sætre AS                                    | Marie                                                                 |
| Holland       | Pally Holland                               | Mariakaakje                                                           |
| Holland       | Verkade                                     | Maria                                                                 |
| Panama        | Productos Alimenticios Pascual S. A.        | Maria                                                                 |
| Pakistan      | English Biscuit Manufacturers               | Peek Freans                                                           |
| Filippinerne  | Rebisco                                     | Marie Marie Time Marie Munch Marie Gold                               |
| Portugal      | Cuétara, Triunfo, Vieira de Castro          | Bolacha Maria                                                         |
| Singapore     | Khong Guan Biscuit Factory (S) Pte Ltd      | Khong Guan - Marie Biscuits (250g/450g) - Small Marie Biscuits (250g) |
| Sydafrika     | Bakers                                      | Blue Label - Marie Biscuits - Cappuccino Marie Biscuits               |
| Spanien       | Gullón                                      | María Leche, María Dorada, María Hojaldrada                           |
| Spanien       | Grupo Siro                                  | María Clásica, María Dorada, María Hojaldrada, Mini María             |
| Spanien       | Cuétara                                     | María, María Oro, María Hojaldrada                                    |
| Spanien       | Fontaneda (Mondelēz International)          | La Buena María                                                        |
| Spanien       | Marbú (Artiach)                             | Marbú Dorada                                                          |
| Sri Lanka     | CBL (Munchee)                               | Tikiri Marie, Marie Light, Rice Marie, Chocolate Marie,               |
| Sri Lanka     | Cargills (Ceylon) PLC                       | Kist Marie                                                            |
| Sri Lanka     | Daintee Ltd                                 | Daintee Marie                                                         |
| Sri Lanka     | Luckyland                                   | Luckyland Marie                                                       |
| Sri Lanka     | Maliban Biscuit Manufactories Limited       | Gold Marie, Light Marie, Chocolate Marie, Premium Marie               |
| Sri Lanka     | Manchester Foods Pvt Ltd (Bisma)            | Ceylon Marie                                                          |
| Sverige       | Göteborgs Kex                               | Guld Marie                                                            |
| Syrien        | Katalina Foods                              |                                                                       |
| Tyrkiet       | Şimşek Biscuits & Foods                     | Gorona                                                                |
| Tyrkiet       | ANI Biscuits & Foods                        | MARIE                                                                 |
| Ukraine       | Zhytomyr Confectionary Factory ZhL          | Марія                                                                 |
| Ukraine       | Yarych Confectionary Factory                | Марія                                                                 |
| Ukraine       | Kharkiv Biscuit Factory                     | Марія                                                                 |
| USA           | Goya Foods                                  | Marias                                                                |
| Uruguay       | Kraft Foods                                 | Maria de Famosa                                                       |
| Uruguay       | El Trigal                                   | Maria Rika                                                            |
| Venezuela     | C.A. Sucesora de Jose Puig & CIA            | Maria Puig                                                            |
| Vietnam       | Kinh Do Corporation                         | Cosy Marie                                                            |
| Zimbabwe      | Lebena                                      | Marie                                                                 |
| Saudi-Arabien | United Food Industries Corp. Ltd. Co.       | DeemaH Marie                                                          |
| Zimbabwe      | Lobels                                      | Marie                                                                 |